# 大賀隆
大賀 隆（おおが たかし）は、日本の建築家。
名古屋高等工業学校（現・名古屋工業大学）を卒業。昭和四年朝日新聞社主催朝日住宅図案 : 懸賞中小住宅に参加。
1933年（昭和8年）に完成した朝香宮邸を権藤要吉のもとで担当。
また主任技手として、1926年（大正15年）完成の洋館木造建築である那須御用邸本邸を技師鈴木鎮雄のもとで手がける。
その他、図書寮庁舎、楽部庁舎をそれぞれ権藤要吉、藤田文蔵らのもとで手がけている。